# Cape Taputapu
Cape Taputapu är en udde i Amerikanska Samoa (USA).   Den ligger i distriktet Västra distriktet, i den västra delen av landet, 16 km väster om huvudstaden Pago Pago.
Terrängen inåt land är huvudsakligen kuperad, men åt sydost är den platt. Havet är nära Cape Taputapu västerut.  Närmaste större samhälle är Leone, 6,5 km öster om Cape Taputapu. 
I omgivningarna runt Cape Taputapu växer i huvudsak städsegrön lövskog.